# Bộ Pháp thuật
Bộ Pháp thuật là một tổ chức hành chính hư cấu trong bộ truyện Harry Potter của nhà văn J. K. Rowling, với mục đích điều hành cộng đồng pháp thuật ở Anh (bao gồm pháp sư, phù thủy và á phù thủy), quan hệ với các quốc gia khác và chính phủ Muggle.

## Các Bộ trưởng
- Cornelius Fudge: Cornelius Fudge xuất hiện lần đầu tiên trong Harry Potter và phòng chứa bí mật.
- Rufus Scrimgeour: Bộ trưởng Pháp thuật Rufus Scrimgeour là một người có mái tóc bạch kim và cái bờm như bờm sư tử, đôi mắt ông vàng và ánh lên tia nhìn cương nghị. Sau sự trở lại của Voldemort (bộ Pháp thuật đã phủ nhận sự trở lại của hắn suốt một năm trời) Bộ trưởng lúc đó là Cornelius Fudge đã bị buộc từ chức, Scrimgeour thay thế Fudge.
- Pius Thicknesse: Pius Thicknesse vốn bị điều khiển bởi Lời Nguyền Độc Đoán (Imperius Curse). Ông có được quyền lực trong tay sau khi theo phe của Voldemort, giết chết Rufus Scrimgeour. Sau đó ông ta bị Percy Weasley giết trong Đại chiến Hogwarts.
- Kingsley Shacklebolt: Bộ trưởng Pháp thuật tạm thời hiện tại là Kingsley Shacklebolt, thay thế cho con rối của Voldemort là Pius Thicknesse. Điều này được thông báo ngay tức khắc sau khi Voldemort bị giết. Trước đó, Kingsley được bổ nhiệm bảo vệ Thủ tướng Muggle.
- Hermione Granger: Năm 2019, Hermione Granger được bầu làm Bộ trưởng Bộ Pháp Thuật (trong Harry Potter và Đứa trẻ bị nguyền rủa).

### Những người khác
- Trước Cornelius Fudge là một Bộ trưởng khác tên là Millicent Bagnold.
- Một số vị bộ trưởng khác có danh tiếng là Grogan Stump (1770-1884) và Artemisia Lufkin - nữ phù thủy đầu tiên giữ cương vị này. Faris Spavin là người giữ chức Bộ trưởng lâu nhất trong giai đoạn từ năm 1865 đến năm 1903
- Giáo sư Albus Dumbledore, hiệu trưởng quá cố của trường Hogwarts cũng đã từng được đề cử công việc này nhưng đã từ chối ba lần.
- Trong những ngày cuối cùng tại Hogwarts, Tom Marvolo Riddle đã nói rằng hắn sẽ trở thành bộ trưởng nhờ có trí thông minh, tài năng phép thuật và khả năng tạo nên mối quan hệ đối với những người ở quanh hắn; thu nhận một số đông những kẻ đi theo để phục vụ cho quyền lợi của hắn. Mặc dù vậy, Tom Riddle đã từ chối nhận bất kì sự trợ giúp nào để giúp hắn làm việc trong Bộ.

## Cấu trúc trong Bộ Pháp thuật
- Tầng trệt
  - Văn phòng Bộ trưởng Bộ pháp thuật
  - Văn phòng Cố vấn cho Bộ trưởng Bộ pháp thuật
  - Văn phòng Trợ lý cấp cao cho Bộ trưởng Bộ pháp thuật
  - Văn phòng Trợ lý cho Bộ trưởng Bộ pháp thuật
- Tầng hai
  - Ban Thi hành Luật Pháp thuật
  - Trụ sở Thần Sáng
  - Văn phòng Dùng sai Pháp thuật
  - Vụ Quản trị Pháp sư đoàn
  - Dịch vụ quản trị Wizangemot
- Tầng ba
  - Ban Tai nạn và Thảm họa Pháp thuật
  - Đội Tiêu hủy Pháp thuật Ngẫu nhiên
  - Trụ sở Hôn ám
  - Văn phòng Điều Tra
  - Ủy ban giải thích Hiện tượng Ma thuật cho Dân Muggle
- Tầng bốn
  - Ban Kiểm soát và Điều hòa Sinh vật Pháp thuật
  - Phân bộ Linh hồn, Người trần và Thú vật
  - Văn phòng Quản lí Yêu tinh
  - Văn phòng Tư vấn Đồ phá hoại
- Tầng năm
  - Bộ Hợp tác Pháp thuật Quốc tế
  - Hội đồng Tiêu chuẩn Giao dịch Pháp thuật Quốc tế
  - Liên minh Pháp sư Quốc tế, Trụ sở Anh
  - Sở Luật Pháp thuật Quốc tế
- Tầng sáu
  - Ban Giao thông Pháp thuật
  - Sở Quản lý Hệ thống Floo
  - Sở Kiểm soát Điều hòa Chổi bay
  - Sở Khóa Cảng
  - Trung tâm Thi Độn thổ
- Tầng bảy
  - Ban Thể dục Thể thao Pháp thuật
  - Trụ sở Liên đoàn Quidditch Ăng-lê và Ái-nhĩ-lan
  - Câu lạc bộ Đá phù thủy Chính thức
  - Văn phòng Bằng sáng chế Lố bịch
- Tầng tám
  - Hành lang Vành đai
- Tầng chín
  - Sở Bảo mật (Tầng chín nghiên cứu về những điều bí ẩn của pháp thuật)
  - Phòng não
  - Phòng không gian
  - Phòng chết
  - Phòng thời gian
  - Phòng tiên tri (Nơi này có những bản sao của cuộc đời từng phù thủy hoặc pháp sư)
  - Phòng tình yêu

## Các nhân viên

### Thần sáng
Thần Sáng (Auror) là tên một chức danh quyền lực trong Bộ Pháp thuật, đứng đầu là Giám đốc Sở Thần Sáng. Họ có quyền sử dụng những pháp thuật cao cấp như lời nguyền giết chóc (Avada Kedavra) và sử dụng các bùa chú tinh vi khác. Do những quyền lực cao cấp nên bọn Tử Thần Thực Tử gây rất nhiều thù hận với họ (từ tập 5).
Thần sáng rất được coi trọng trong thế giới Pháp thuật bởi họ là những người bảo vệ công lý, người dân. Tuy nhiên, họ và gia đình cũng gặp phải rất nhiều áp lực và nguy hiểm. Điều này gây nên một mối căm phẫn cực lớn trong cộng đồng Pháp thuật. Thần sáng hoạt động mạnh vào những năm 70 của thế kỉ XX, thời kì Voldemort nắm quyền lực lớn với rất nhiều Tử thần Thực tử dưới trướng. Tuy nhiên, công việc này không thực sự thành công, khi mà có khá nhiều kẻ vẫn chạy được tội, và tiếp tục gây rối, điển hình là vụ việc xảy ra ở cúp Quidditch Thế giới
Sau khi Voldemort phục hồi quyền lực và công khai ra mặt, mỗi Thần sáng đều cố gắng trong việc tìm kiếm hắn và đám tay chân thân tín, nhưng việc đó không mang lại kết quả gì. Các Thần sáng được giao nhiệm vụ bảo vệ các điểm trọng yếu như trường Hogwarts, nhà ga Hogsmeade... và đặc biệt là bảo vệ Harry Potter.

#### Các Thần sáng đáng chú ý
- Dawlish: Tên đầy đủ là John Dawlish. Là một Thần sáng có tướng tá mạnh mẽ thô bạo, có mái tóc thô xù xì xoăn tít cắt rất ngắn. Lần đầu tiên xuất hiện ở chương 27 tập 5, trong văn phòng của cụ Dumbledore khi mụ Umbridge phát hiện ra Đoàn quân Dumbledore. Anh ta đã đánh nhau với cụ theo lệnh của Cornelius Fudge. Đây là một Thần sáng có sức mạnh tinh thần yếu kém, chỉ biết làm theo lệnh cấp trên mà không phân biệt rõ sai trái. Anh ta đã bị cụ Dumbledore hạ hai lần: trong văn phòng cụ và khi cụ đang đào tẩu; là một trong những người đã đánh gục giáo sư Minerva McGonagall khi bà ngăn cản việc trục xuất Rubeus Hagrid; nhiều lần bị lợi dụng để tiết lộ bí mật của Bộ Pháp thuật...
- Hesphaestus Gore: Ông là Bộ trưởng Hesphaestus Gore là một trong những Thần Sáng đầu tiên và cũng là bộ trưởng Bộ Pháp Thuật từ năm 1752 đến 1770. Bộ trưởng Gore cũng chịu trách nhiệm cải tạo và củng cố những tù nhân ngục Azkaban. Gore rời ghế văn phòng bộ trưởng sau 18 năm, vào năm 1770, và người giữ chức đó là Maximilian Crowdy. Có thể ông đã nghỉ hưu hoặc bị buộc từ chức thông qua bỏ phiếu. Ông có tài năng mạnh mẽ và nhiều kinh nghiệm trong đời ông khi ông là Thần Sáng. Dáng người ông to tròn, thấp, với bộ râu ngắn, bộ đồng phục của ông màu xanh nước biển.
- Frank Longbottom: Ông là một Thần sáng nổi tiếng vào những năm 70, rất được coi trọng, có vợ là Alice Longbottom. Đây là cha mẹ của Neville Longbottom. Họ từng là thành viên Hội Phượng Hoàng đầu tiên. Họ đã bị Barty Crouch Jr và Bellatrix Lestrange cùng với hai đồng bọn nữa tra tấn bằng lời nguyền Hành hạ sau sự sụp đổ của Voldemort.
- Alastor Moody (hay còn gọi là Moody Mắt điên): ông là một Thần Sáng tài năng, đào tạo ra nhiều học trò cũng là những Thần Sáng giỏi (một trong số đó là Nymphadora Tonks) và là một trong những thành viên chủ chốt trong Hội Phượng Hoàng. Ông đã bị Chúa tể Voldemort giết hại trong Trận chiến 7Potter.
- Kingsley Shacklebolt: một Thần sáng thông minh, tài giỏi, có tướng tá cao lớn. Ông từng được giao trọng trách bảo vệ Thủ tướng Muggle. Kingsley cực kì giỏi đấu tay đôi: ông đã giao đấu với các Tử thần Thực tử ghê gớm nhất như Bellatrix Lestrange... Trong tập 5, ông được giao nhiệm vụ truy tìm tên pháp sư vượt ngục Sirius Black. Và ông đã thật là hữu ích cho Hội Phượng Hoàng khi liên tục "mớm" cho Bộ Pháp Thuật cái tin Sirius Black đang ở Tây Tạng. Sau Trận chiến Hogwarts, ông trở thành Bộ trưởng Bộ Pháp thuật.
- Rufus Scrimgeour: Là Giám đốc Sở Thần sáng trước khi kế nhiệm ông Cornelius Fudge làm bộ trưởng Bộ Pháp thuật ở tập 6 (tháng 7 năm 1996). Ông có ngoại hình giống như một con sư tử già, với mái tóc như cái bờm, đôi mắt vàng sau cặp kính kim loại, chân ông hơi cà thọt.
- Nymphadora Tonks: Cô là một Phù thủy Biến Hình, có thể thay đổi ngoại hình theo ý muốn. Là con gái của Andromeda Tonks và Ted Tonks. Cô là học trò của thầy Alastor Moody. Kết hôn với Remus Lupin và có một cậu con trai tên Teddy. Đã hi sinh trong Trận chiến Hogwarts.
- Williamson: Thần sáng này xuất hiện lần đầu ở tập 5 như một nhân vật phụ: "Một người đàn ông mặc áo thụng đỏ thắm, tóc để thành cái đuôi dài hơn cả đuôi tóc Bill, đang ngồi gác đôi chân mang giày cao cổ lên bàn giấy đọc ám tả cho cây viết lông ngỗng của ông viết một bản báo cáo". Cuối tập 5, Williamson cùng với Dawlish đã tháp tùng Fudge khi ông ta nhìn thấy Chúa tể Hắc ám ở Hành lang Vành tai, Bộ Pháp thuật, và được ông bộ trưởng cử xuống kiểm tra những kẻ bị bắt dưới Phòng Tử Thần, Sở Bảo Mật.

### Percy Weasley
Percy Ignatius Weasley là con thứ ba của gia đình Weasley. Xuất hiện lần đầu trong Harry Potter và Hòn đá Phù thủy, lúc đó anh là Huynh trưởng nhà Gryffindor, trong phần Harry Potter và Phòng chứa Bí mật anh có một bạn gái là Penelope Clearwater cũng là Huynh trưởng nhà Ravenclaw. Trong tập Harry Potter và tên tù nhân ngục Azkaban anh được lên làm Thủ lĩnh Nam sinh. Trong kì Pháp sư thường đẳng, anh đạt tới 12 chứng chỉ Pháp sư thường đẳng - nhiều hơn cả Hermione Granger. Sau khi ra trường anh được nhận ngay vào Bộ Pháp thuật, làm trợ lý cho ông Bartemius Crouch Sr và tin tưởng những lời nói của Dolores Umbridge. Sự mù quáng của Percy đã tạo nên một mối quan hệ không mấy tốt đẹp với gia đình, thậm chí anh còn  câm hận họ vì họ luôn đứng vê phía cụ Dumbledore. 
Sau khi chứng minh được là Hội Phượng Hoàng đúng về việc chúa tể Hắc ám hồi sinh, Percy vẫn đứng về phía của Bộ vì cảm thấy thật xấu hổ. Anh đã đồng với gia đình trong trận chiến Hogwarts. 

### Dolores Umbridge

Diễn viên Imelda Staunton vai Giáo sư Dolores Umbridge

Giáo sư Dolores Jane Umbridge xuất hiện lần đầu tiên trong Harry Potter và hội Phượng hoàng, từng giữ cương vị là giáo sư môn Phòng chống Nghệ thuật Hắc ám của Trường Phù thủy và Pháp sư Hogwarts. Thần hộ mệnh của Giáo sư Dolores Umbridge là một con mèo, là vật cưng của bà. Trong loạt phim phỏng theo bộ truyện này, diễn viên Imelda Staunton thủ vai Giáo sư Dolores Umbridge.
Dolores Umbridge được miêu tả là một người phụ nữ mập lùn giống như một con cóc lớn màu tái xanh. Bà có khuôn mặt rộng mềm nhũn, cổ thấp nhưng lại có cái miệng rộng. Trong Harry Potter và hội Phượng hoàng, bà có mái tóc xoăn, ngắn màu nâu thường điểm thêm chiếc nơ nhung màu đen hay hồng khiến Harry Potter liên tưởng đến con bướm bất hạnh nào bị bắt lại. Còn trong Harry Potter và bảo bối tử thần, bà được tả thêm có đôi mắt to tròn, nở rộng, ngực đồ sộ. 
Vai trò trong bộ truyện
Với cương vị Thứ trưởng Bộ Pháp thuật, giáo sư Umbridge là một trong số những người của Uỷ ban Pháp luật Wizengamot thẩm vấn Harry Potter trong khi cậu đang cố bào chữa về việc sử dụng phép thuật trong thế giới Muggle khi chưa đủ tuổi. Sau này khi sự thật được làm rõ, thì ra chính Umbridge đã tự động ra lệnh cho bọn Giám ngục Azkaban tấn công Harry. Cậu đã đẩy lùi được bọn chúng bằng Bùa chú Thần hộ mệnh nhưng như vậy lại vô tình vướng vào cái bẫy "tự phòng vệ" đã được bà giăng ra trước. Kế hoạch hoàn hảo ấy tưởng chừng như đã thành công nếu như không có lời khai của nhân chứng Arabella Figg, sự biện hộ bảo vệ của giáo sư Albus Dumbledore và sự công bằng của bà thẩm viên Amelia Bones. Sau đó, Umbridge được bổ nhiệm vào Trường Phù thủy và Pháp sư Hogwarts với cương vị là giáo viên mới của môn Phòng chống Nghệ thuật Hắc ám theo Sắc lệnh Giáo dục Số hai mươi hai của Bộ. Cuối cùng, bà bị thương nặng khi cùng Harry, Hermione và Ron đến khu rừng cấm, gặp các nhân mã và người khổng lồ Grawp. Giáo sư Albus Dumbledore được bổ nhiệm là Hiệu trưởng trở lại và Umbridge phải rời khỏi trường, tuy nhiên bà vẫn là thành viên của Bộ Pháp thuật. Trong phần bảy, Dolores Umbridge tiếp tục giữ chức lớn trong Bộ đồng thời là người đã mua lại từ tay tên trộm Mundungus Fletcher cái Mề Đay của Salazar Slytherin một trong những Trường sinh Linh giá. Bà bị Harry Potter đánh choáng khi đang tiến hành thẩm vấn phù thủy gốc Muggle, lấy lại chiếc mề đay. Sau cùng, khi sự kiện Đại chiến Hogwarts kết thúc và Kingsley Shacklebolt trở thành Bộ trưởng Bộ Pháp thuật, Umbridge bị thẩm vấn và bắt giam vào nhà ngục Azkaban vì có những hành động tội ác chống lại Muggle.

### Các nhân vật khác
| Nhân vật                  | Chú giải |
| ------------------------- | --- |
| Broderick Bode            | Một nhân viên trong sở huyền bí. Ông chịu lời nguyền cưỡng chế bởi Lucius Malfoy, người tìm cách để có được những lời tiên tri liên quan đến Harry và Voldemort. Bode bị thương khi cố đánh cắp lời tiên tri và được đưa vào bệnh viện thánh Mungo. Ông sau đó bị thắt cổ bởi cây Devil's Snare vào ngày Giáng sinh nhằm ngăn không cho ông tiết lộ bất cứ thông tin nào về kế hoạch của các Tử Thần Thực Tử |
| Amelia Susan Bones        | Giám đốc sở Thi Hành Luật Pháp thuật. Là cô của Susan Bones (Bạn cùng khóa với Harry ở nhà Hufflepuff), và là em của Edgar Bones (một thành viên của hội Phượng Hoàng đã bị giết bởi Tử Thần Thực Tử trong trận chiến đầu tiên). Trong phiên tòa của Harry tập 5, bà đã bày tỏ sự ngưỡng mộ trước khả năng gọi ra Thần Hộ Mệnh ở độ tuổi quá trẻ của Harry; sự công tâm của bà khi dẫn dắt phiên tòa cũng góp phần giúp Harry được trắng án. Bà được tin rằng đã bị ám sát một cách tàn nhẫn bởi Voldemort ngay trước khi sự kiện diễn ra trong tập 6. Bà được Dumbledore ca ngợi là một phù thủy vĩ đại trong chương 4 tập truyện Harry Potter và Hoàng tử lai. Trong phiên bản điện ảnh, vai diễn được thể hiện bởi diễn viên Sian Thomas. |
| Reginald "Reg" Cattermole | Làm việc trong sở Bảo trì pháp thuật. Trong tập truyện cuối cùng, Ron đã sử dụng một ít tóc của ông để cải trang thành ông và đột nhập Bộ Pháp thuật để đánh cắp cái mề đay của Slytherin. Vợ của ông, một người sinh trưởng trong gia đình Muggle, đang bị thẩm vấn trong khi Harry, Ron và Hermione lấy cái mề đay. Steffan Rhodri thể hiện vai diễn này trong phiên bản chuyển thể điện ảnh |
| Dirk Cresswell            | Sinh ra trong gia đình Muggle, là thành viên của câu lạc bộ Slug khi là học sinh Hogwarts. Ông là giám đốc văn phòng Goblin Liaison cho đến khi Albert Runcorn phát hiện sự giả mạo của ông về cây phả hệ của gia đình ông khiến ông bị tống vào nhà ngục Azkaban. Tuy nhiên sau đó ông tẩu thoát nhưng cuối cùng bị giết bởi Snatchers cùng với Ted Tonks và Gornuk the Goblin. |
| Amos Diggory              | Cha của Cedric Diggory. Làm việc trong sở Kiểm soát và Điều hòa Sinh vật Pháp thuật. Không như người con trai, một người khá khiêm tốn, ông thích khoe khoang về thành tích của con trai mình và khiến Harry có khoảng thời gian khó khăn (mặc dù trong phim ông lại muốn hòa giải). Jeff Rawle thể hiện vai diễn này trong Harry Potter và chiếc cốc lửa |
| Madam Edgecombe           | Làm việc trong Sở giao thông pháp thuật, văn phòng kiểm soát mạng lưới Floo. Bà đã giúp Dolores Umbridge kiểm soát tất cả lò sưởi của Hogwarts. Bà là mẹ của Marietta Edgecombe, học sinh nhà Ravenclaw đã phản bội Quân đoàn Dumbledore và tố cáo với Umbridge |
| Mafalda Hopkirk           | Làm việc trong văn phòng dùng sai pháp thuật ở Bộ Pháp thuật, có trách nhiệm gửi đi các cảnh báo khi pháp thuật được sử dụng khi chưa đủ tuổi. Trong phần đầu của tập 5, Harry đã nhận được một lá thư triệu tập đến phiên tòa, được viết và thuật lại bởi Hopkirk. Hermione sử dụng tóc của bà để cải trang thành bà và đột nhập Bộ Pháp thuật, sau đó tiếp cận Umbridge để đánh cắp cái mề đay Slytherin. |
| Griselda Marchbanks       | Một phù thủy già đã từ chức ở hội đồng phù thủy và đã từng làm việc cho Kì thi phù thủy trong thời gian Dumbledore khi là học sinh. Marchbanks đã kiểm tra Harry và một số học sinh cùng năm khi họ thi O.W.Ls |
| Bob Ogden                 | Thầy Dumbledore sử dụng một trong những ký ức của Ogden để kể cho Harry về gia thế của dòng họ Gaunt, họ ngoại của Voldemort. Ogden là nhà thi hành luật pháp thuật và trưởng đội ngũ thi hành luật pháp thuật trước khi qua đời. |
| Tiberius Ogden            | Mặc dù chưa bao giờ được giới thiệu một cách rõ ràng, Ogden được đề cập đến nhiều lần trong phần thứ năm như là một đồng minh trung thành của cụ Dumbledore khi danh tiếng của vị hiệu trưởng bị bôi nhọ. Sau đó, hàng loạt các cáo buộc được tạo ra để chống lại ông, cáo buộc ông có dính líu tới cuộc bạo loạn của yêu tinh. Là một thành viên của hội đồng tòa án pháp thuật trước khi từ chức để thể hiện lòng trung thành với Dumbledore |
| Perkins                   | Một người bạn của Arthur Weasley người đã cho gia đình Weasley mượn túp lều khi tham dự Cup Quidditch thế giới. Harry, Ron và Hermione sử dụng cái lều ấy trong tập truyện cuối cùng trong cuộc tìm kiếm những Trường Sinh Linh Giá. |
| Albert Runcorn            | Vì ông không thể hiện rõ lòng trung thành của mình, ông được cho là kẻ ủng hộ những Tử Thần Thực Tử. Trong cuộc trò chuyện với Arthur Weasley, ông đã tiết lộ việc làm giả gia phả của Dirk Cresswell. Harry sử dụng tóc của ông để cải trang thành ông và đột nhập Bộ Pháp thuật nhằm chiếm lấy mề đay Slytherin mà Dolores đang đeo, |
| Wilkie Twycross           | Một giáo viên đến từ Bộ pháp thuật đến để dạy cho học sinh năm thứ sáu phép Độn thổ. Ông có 3 D: Mục tiêu (Determination), Đích đến (Destination) và thận trọng (deliberation). Vì những khó khăn trong phép độn thổ, rất nhiều biệt danh được đặt cho ông bởi học sinh như Chó thở hay Đầu phân. |